# Cormoran à poitrine blanche
Phalacrocorax lucidus
Espèce
Le Cormoran à poitrine blanche (Phalacrocorax lucidus) est une espèce d'oiseaux de la famille des phalacrocoracidés.

## Systématique
Le Cormoran à poitrine blanche est considéré dans certaines classifications comme une sous-espèce du Grand Cormoran auquel cas il porte le nom de Phalacrocorax carbo lucidus.

## Répartition

Carte de répartition de l'espèce.
populations nicheuses
populations non nicheuses

On le trouve en Afrique subsaharienne.

## Description

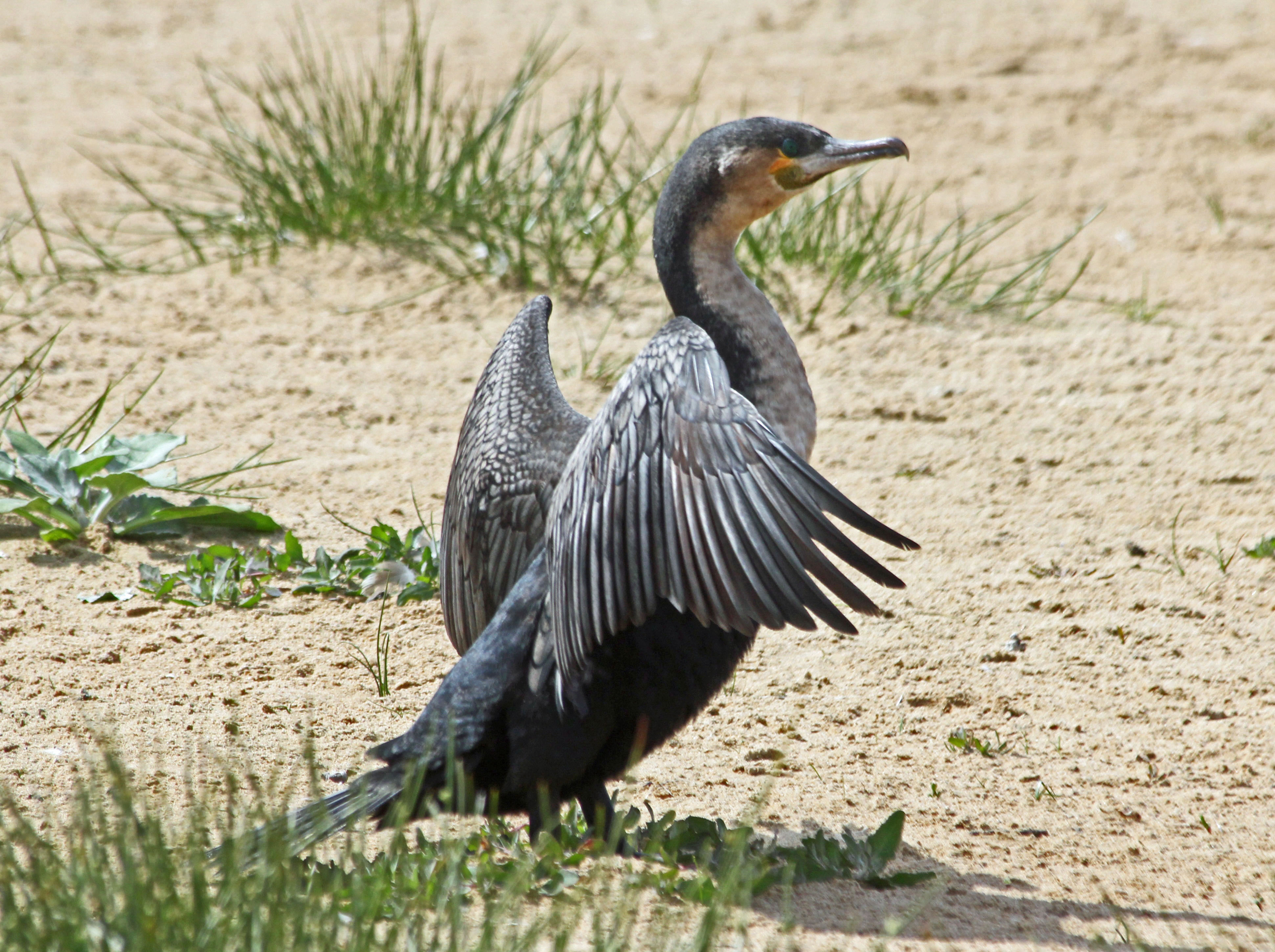
Plettenberg Bay, Afrique du Sud
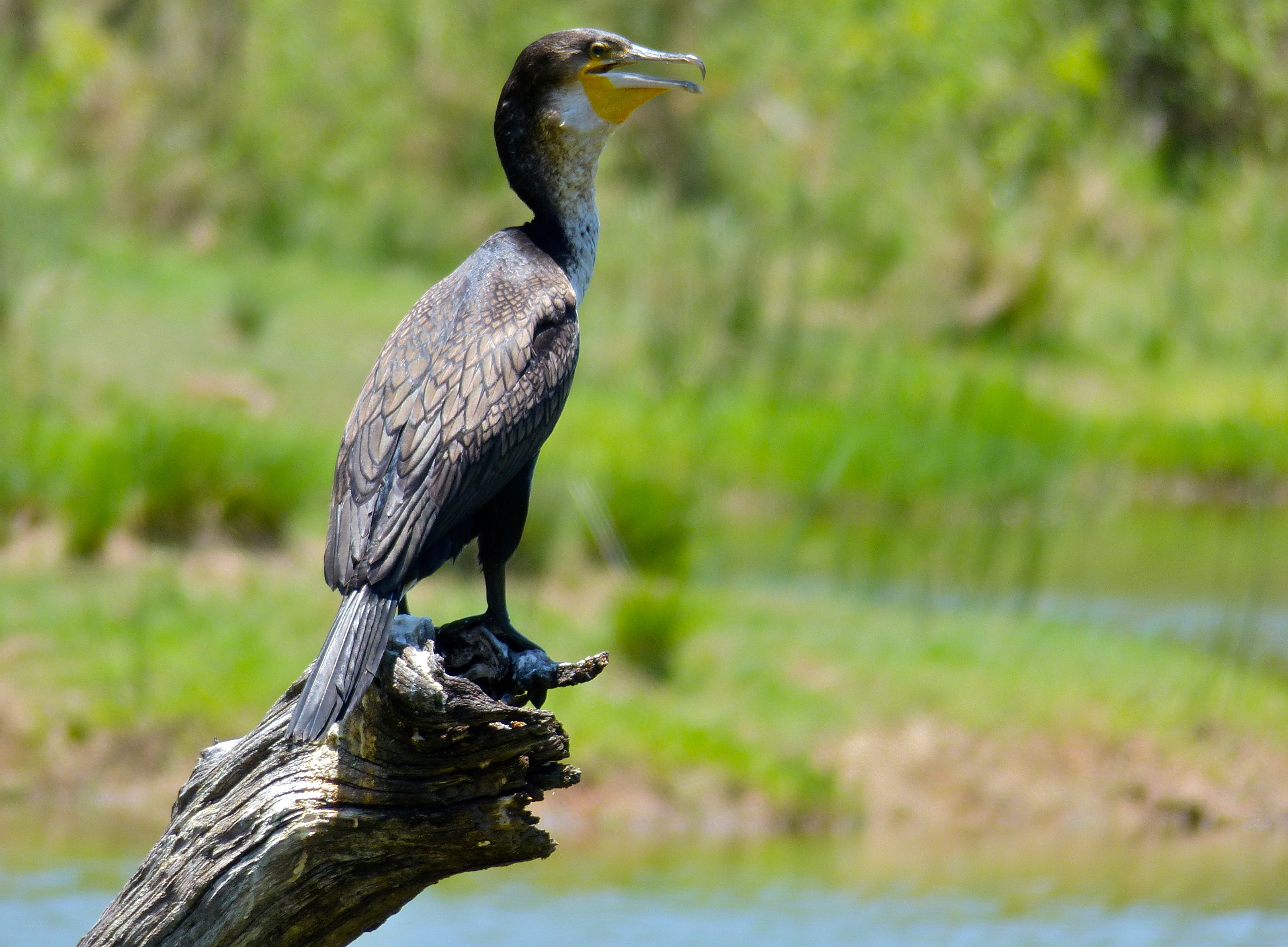
Parc national Kruger, Afrique du Sud

## Population captive
Selon Zootierlist (Août 2019), seul Spaycific'Zoo en présente en Europe